# Охотский уезд
Охотский уезд (округ) — административно-территориальная единица Российской империи и РСФСР с центром в Охотске, существовавшая в 1783—1926 годах.
Охотский уезд был образован в 1783 году в ходе административной реформы Екатерины II в составе Охотской области Иркутского наместничества (с 1796 — губернии).
22 апреля 1805 года в связи с ликвидацией Охотской области Охотский уезд был передан в прямое подчинение Иркутской губернии. В 1812—1849 годах уезд как Охотский округ входил в состав Охотского Приморского управления. В 1849 году он был включен в состав Якутской области. В 1856 году уезд был передан в состав новой Приморской области.
По данным переписи 1897 года в округе проживало 4732 человека, в том числе эвенки и эвены — 79,1 %, русские — 10,1 %, якуты — 5,7 %, коряки — 5,0 %.
17 июня 1909 года передан в восстановленную Камчатскую область, которая 10 ноября 1922 года была преобразована в Камчатскую губернию.
К началу 1926 года Охотский уезд делился на город Охотск, Ново-Устьинскую и Ольскую волости, а также Инский отдельный сельревком. Всего в уезде было 17 населённых пунктов.
4 января 1926 года при ликвидации Камчатской губернии Охотский уезд был упразднён, а его территория передана в Николаевский округ Дальневосточного края.